# Тања Малет
Тања Малет (19. мај 1941 — 30. март 2019) била је енглеска манекенка и глумица, најпознатија по улози Тиле Мастерсон у филму Голдфингер из серијала о Џејмс Бонду.

## Биографија
Рођена је у Блекпулу, грофовији Ланкашир, од Енглеза Хенрија Малета и Рускиње Олге Мироноф. Њена рођака је Хелен Мирен, такође глумица. Малетова је радила као модел пре него што је постала глумица, а 1961. године појавила се на насловној страни часописа Воуг и у документарном филму Girls Girls Girls!.
Малетова је била на аудицији за улогу Татјане Романове у филму Из Русије с љубављу, али није успела да је добије. Поред појављивања у филму Голдфингер, њена једина значајна улога био је необјављени наступ у ТВ серији Нови осветници из 1976. године. Пошто није била задовољна послом на филму, вратила се манекенству.
Према мемоарима Хелен Мирен из 2007. године, Малетова је била одана и великодушна особа која је помагала породици финансијски.

Преминула је 30. марта 2019. године.

## Филмографија
| Година | Назив      | Улога          |
| ------ | ---------- | -------------- |
| 1964   | Голдфингер | Тили Мастерсон |